# 女の子の食卓
『女の子の食卓』（おんなのこのしょくたく）は、志村志保子の漫画作品。『Cookie』（集英社）にて2012年5月号まで連載されていた。単行本は全8巻。
「食べ物」をテーマにした、1話10ページから20ページほどのショートストーリー。食べ物と女の子の感情や想い出を絡ませて進む1話完結のオムニバス形式。

## テーマ
- アイスクリーム
- ライ麦パン
- ミントガム
- 五目いなり
- マカロン
- もんじゃ焼き
- いちご
- めのは
- マスタード
- バジリコスパ

- 甘い麦茶
- じゃがいものニョッキ
- ぎんなん
- 鴨南蛮蕎麦
- だて巻き
- ホット・バタード・ラム
- スクランブルエッグ
- グリーンピースごはん
- シュークリーム
- お赤飯のおにぎり

- カップ焼きそば
- 冷凍したブルーベリー
- ファルファーレの入ったグラタン
- アボカドのディップ
- なまり節
- フルーツケーキ
- キャラメルポップコーン
- アフォガート

## 書誌情報
- 志村志保子 『女の子の食卓』 集英社〈りぼんマスコットコミックス・Cookie〉 全8巻[2]
  1. 2005年10月14日発売、ISBN 4-08-856648-3、「バス停」収録
  2. 2006年06月15日発売、ISBN 4-08-856691-2、「犬」収録
  3. 2007年07月13日発売、ISBN 978-4-08-856759-4、「この庭で宝石」収録
  4. 2008年07月15日発売、ISBN 978-4-08-856830-0、「カンナヅキ」「はじめての猫」収録
  5. 2009年02月13日発売、ISBN 978-4-08-856871-3、「ピアノピラニア」収録
  6. 2010年01月15日発売、ISBN 978-4-08-867034-8、「男の子の食卓」収録
  7. 2010年09月15日発売、ISBN 978-4-08-867077-5
  8. 2012年06月15日発売、ISBN 978-4-08-867206-9、「わたしが月曜日に欲しかったモノ」「しんしん」収録